# スライ&ロビー
スライ&ロビー (Sly and Robbie) は、レゲエのリズムセクションとして活動した2人組である。二人は、元レヴォリューショナリーズのメンバーだった。
ドラマーのローウェル・ダンバー（スライ・ダンバー Sly Dunbar。彼の好きなミュージシャン、スライ・ストーンにちなんで愛称で呼ばれた。本名ローウェル・チャールズ・ダンバー Lowell Charles Dunbar、1952年5月10日 - 、キングストン生まれ）と、ベーシスト、ロバート・シェークスピア（愛称ロビー・シェイクスピア Robbie Shakespeare、1953年9月27日 - 2021年、キングストン生まれ）の二人のリズムセクションは1970年代の半ばに、スライ&ロビーの名義で活動を始めた。彼らが製作に携わった楽曲は極めて多い。

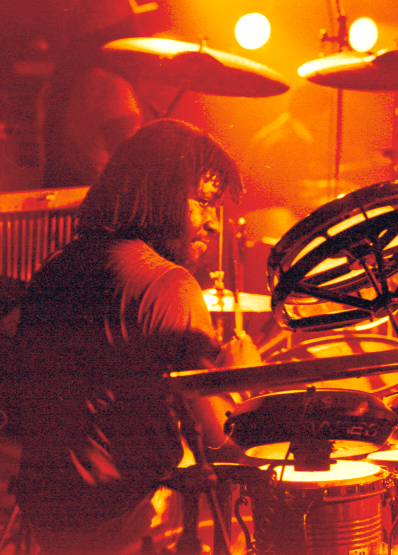
スライ・ダンバー

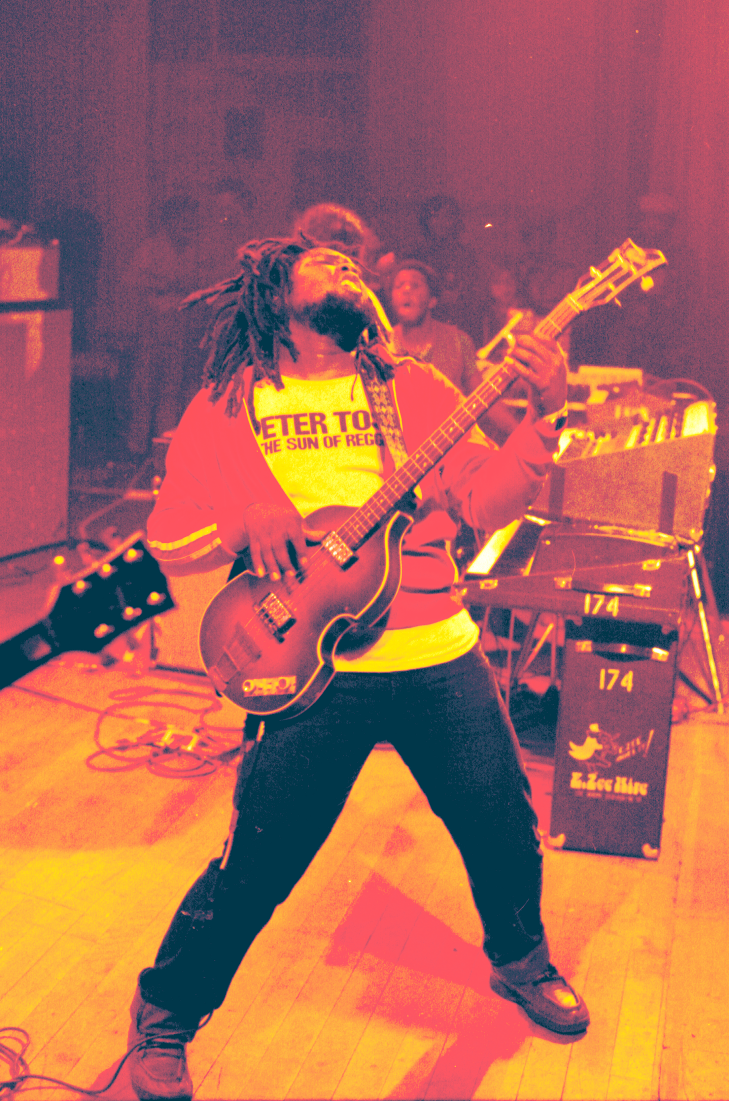
ロビー・シェイクスピア

二人で活動を始める前、スライはスキン・フレッシュ・アンド・ボーンズにいて、ロビーはアグロベーターズでベースを弾いていた。クラブで演奏している時にお互いをよくチェックしていた。彼らはスタックスやモータウン、フィリー・ソウル、自国の音楽レゲエが好きで、同じ音楽の傾向を持つことを見つけ、最初にフー・キム兄弟が経営していた「チャンネル・ワン」レーベルで二人を中心としたバンド、レヴォリューショナリーズを結成し一緒に働き出した。1980年には独自の「タクシー」レーベルを創った。
彼らは何度か、レゲエの表情を一変させている。1976年、「ロッカーズ」リズムと呼ばれる激しいリズムを打ち出し、主流だった「ワンドロップ」リズムを追い落とした。1976年のマイティ・ダイアモンズ「ライト・タイム」について彼らは、最初に「リム」を2回叩いているせいで、誰もスライ&ロビーだと思わなかったが、のちにそのドラム・スタイルが確立されたと回想している。1980年代初期には「アンメータード・タクシー（Ummetered Taxi）」リズムをはじめとする「ラバダブ（Rub a Dub）」スタイルを導入した。1980年中期においてもいち早く電子楽器を導入し重要なリズムを開発した。1990年代初期にも、チャカ・デマス・アンド・プライヤーズの「バン・バン」(Bam Bam)と「マーダ・シ・ロート」(Murder She Wrote)のリズムを創った。
1990年代から2000年代にかけてのスライ&ロビーは、ダンスホールレゲエとヒップホップ、R&B、ラテン音楽を革新的に融合させた。ビーニ・マンからショーン・ポール、ピーター・トッシュ、ブラック・ウフル、グレゴリー・アイザックス、デニス・ブラウンなどの著名なジャマイカのミュージシャンと作品を製作した。
その一方で、ジャマイカの音楽シーンから離れて、ボブ・ディラン、ミック・ジャガー、ローリング・ストーンズ、グレイス・ジョーンズ、ジルベルト・ジル、ジョー・コッカー、セルジュ・ゲンスブール、シンプリー・レッド、スティング、ダグ・E・フレッシュ、カルロス・サンタナ、シネイド・オコナー、弘田三枝子などの多くのポップスのジャンルの楽曲製作に参加している。2人は彼らのバンド、タクシー・ギャングと共に30年以上活動し、世界ツアーやレコーディング活動を継続した。
ロビー・シェイクスピアは、2021年12月8日に死去している。